# Jalkapallon suomenmestaruuskilpailut 1922
Čtrnáctý ročník Jalkapallon suomenmestaruuskilpailut (Finského fotbalového mistrovství) se konal za účastí čtyř klubů.
Vítězem turnaje se stal podruhé ve své klubové historii a obhájce minulé sezony HPS, který porazil ve finále Viipurin Reipas 4:2.